# Cicadelíneos
Cicadelíneos (Cicadellinae) é uma subfamília de cigarrinhas da família Cicadellidae.

## Gêneros
- Cicadella
- Bothrogonia
- Graphocephala
- Homalodisca
- Zyzzogeton